# Monkey Mountain Facility
La Monkey Mountain Facility, conosciuta anche come Monkey Mountain SIGINT, Hill 621 oppure Panama, era una base dell'U.S. Air Force (United States Air Force) e dei Marines situata sulla montagna di Sơn Trà nelle vicinanze di Đà Nẵng.

## Storia
La base era stata posizionata sulla vetta della montagna di Sơn Trà. Da questa posizione sovrastava il porto di Đà Nẵng e China Beach. Nel 1962 la U.S. Navy, responsabile della costruzione, ordinò alla RMK-BRJ, una società appaltatrice statunitense, di realizzare una nuova stazione radar di controllo del traffico aereo sulla cima della montagna. I lavori comprendevano la costruzione di dodici edifici alle pendici della montagna, di altri undici sulla vetta e la costruzione di una strada per raggiungere la cima settentrionale della montagna. Nel maggio del 1965 i Seabees del Naval Mobile Construction Battalion Three (NMCB 3) iniziarono i complicati lavori per la costruzione della strada tra la vetta settentrionale e quella meridionale della montagna. Sulla vetta della montagna venne anche costruita una postazione per una batteria leggera antiaerea dei Marines. La vetta a sud era di dimensioni ridotte ma, utilizzando l'esplosivo, la cima venne eliminata e venne creata un'area di circa 15 - 20 acri (60.703 - 80.937 metri quadrati) nella quale vennero realizzati una batteria antiaerea, le officine e le caserme per il personale. In seguito il NMCB 3 venne sostituito a metà dei lavori di costruzione dal NMCB 9.

## Cronologia
Il Detachment 2 del 6925th Security Group stabilì sulla montagna una base per le intercettazioni (SIGINT) e lo spionaggio delle comunicazioni e delle trasmissioni HF e VHF dei nord vietnamiti.  
Nel 1964 620th Tactical Control Squadron dell'USAF stabilì sulla montagna un centro di controllo e analisi che aveva come segnale identificativo quello di Panama. Con questo centro si controllavano i caccia che operavano nello spazio aereo del I Corpo. Molti dei caccia provenivano dalle basi aeree di Đà Nẵng e Phu Cat. Il 14 febbraio del 1965 il primo battaglione di artiglieria antiaerea leggera del 3d Low Altitude Air Defense Battalion|primo battaglione, dei Marines, inserì il suo centro operativo in quello dell'USAF. Vennero installate sulla montagna, approssimativamente a 5 km a sud del centro dell'USAF, le batterie di missili MIM-23 Hawk della A Battery del primo Battaglione antiaereo. L'Aeronautica manteneva il controllo completo della difesa aerea intorno alla base di Đà Nẵng e il centro Panama controllava anche se e quando si potevano lanciare i missili Hawk. La difesa dell'area della montagna venne assunta dal 9th Marines nell'agosto del 1965.
Il 26 dicembre del 1965 due F-4 Phantom II del VMFA-115 di ritorno dopo una missione alla base di Da Nang si schiantarono su un versante della montagna. In questo incidente non ci furono sopravvissuti. 
Alla fine del 1966 l'USAF realizzò nella base un nuovo centro di controllo aereo tattico - nord centrale. Lo scopo di questo centro era quello di controllare le operazioni aeree sul territorio dell'allora Vietnam del Nord.
Nel luglio del 1967 il Marine Air Control Squadron 4 creò un nuovo Marine Tactical Data System e un nuovo centro di operazioni aeree tattiche. Questi due nuovi centri permettevano di controllare fino a più di 200 velivoli alla volta e permettevano un collegamento diretto con i Data System della Settima Flotta della U.S. Navy. 
Il 24 marzo del 1968 un F-8 Crusader, Bu 150306, del VF-53 si schiantò su un versante della montagna. In questa caso il pilota riuscì ad eiettarsi con successo e la parte posteriore della fusoliera, che si vedeva sul lato della montagna, divenne una popolare opportunità di foto per il personale militare.
Nel giugno del 1969 il primo battaglione antiaereo dei Marines venne ritirato dal Vietnam. 
Nel febbraio  del 1971 lasciò il Vietnam il Marine Air Control Squadron 4, anche se venti marines dello squadrone continuarono ad essere assegnati alla base sulla montagna per gestire il Tactical Data Communications Center dei Marines, un impianto automatizzato che collegava il sistema di tracciamento e di direzione dei sistemi di combattimento antiaereo della Marina e dell'USAF. 
Nel marzo del 1971 vennero chiuse le infrastrutture della base di intercettazione (SIGINT) dell'USAF e tutte le operazioni vennero spostate in Thailandia.

## Oggi
L'area della base, a parte per una moderna torre radio realizzata dopo la fine del conflitto, è quasi scomparsa, inghiottita dalla vegetazione che è ricresciuta nuovamente.